# 1969–1970-es kupagyőztesek Európa-kupája
A KEK 1969–1970-es szezonja volt a kupa jubileumi, 10. kiírása. A győztes a Manchester City FC lett, miután a döntőben 2–1-re legyőzte a lengyel KS Górnik Zabrze együttesét.

## Selejtező
| 1. csapat     | Össz.     | 2. csapat          | 1. mérk. | 2. mérk. |
| ------------- | --------- | ------------------ | -------- | -------- |
| SK Rapid Wien | 1–1 (ig.) | FK Torpedo Moszkva | 0–0      | 1–1      |

## Első forduló
| 1. csapat        | Össz.     | 2. csapat              | 1. mérk. | 2. mérk.   |
| ---------------- | --------- | ---------------------- | -------- | ---------- |
| Dukla Praha      | 1–2       | Olympique de Marseille | 1–0      | 0–2 (h.u.) |
| NK Dinamo Zagreb | 3–0       | TJ Slovan Bratislava   | 3–0      | 0–0        |
| IFK Norrköping   | 5–2       | Sliema Wanderers FC    | 5–1      | 0–1        |
| Shamrock Rovers  | 2–4       | FC Schalke 04          | 2–1      | 0–3        |
| 1. FC Magdeburg  | 2–1       | MTK                    | 1–0      | 1–1 (h.u.) |
| Académica        | 1–0       | KuPS                   | 0–0      | 1–0        |
| Lierse           | 11–1      | APÓEL                  | 10–1     | 1–0        |
| Athletic Club    | 3–6       | Manchester City FC     | 3–3      | 0–3        |
| Ards FC          | 1–3       | AS Roma                | 0–0      | 1–3        |
| SK Rapid Wien    | 3–6       | PSV Eindhoven          | 1–2      | 2–4        |
| Göztepe AŞ       | 6–2       | US Luxembourg          | 3–0      | 3–2        |
| Mjøndalen        | 2–12      | Cardiff City FC        | 1–7      | 1–5        |
| ÍBV              | 0–8       | Levszki-Szpartak       | 0–4      | 0–4        |
| BK Frem          | 2–2 (ig.) | St. Gallen             | 2–1      | 0–1        |
| Olimbiakósz      | 2–7       | KS Górnik Zabrze       | 2–2      | 0–5        |
| Rangers FC       | 2–0       | FC Steaua București    | 2–0      | 0–0        |

## Második forduló
| 1. csapat              | Össz.             | 2. csapat          | 1. mérk. | 2. mérk.   |
| ---------------------- | ----------------- | ------------------ | -------- | ---------- |
| Olympique de Marseille | 1–3               | NK Dinamo Zagreb   | 1–1      | 0–2        |
| IFK Norrköping         | 0–1               | FC Schalke 04      | 0–0      | 0–1        |
| 1. FC Magdeburg        | 1–2               | Académica          | 1–0      | 0–2        |
| Lierse                 | 0–8               | Manchester City FC | 0–3      | 0–5        |
| AS Roma                | 1–1 (sorsolással) | PSV Eindhoven      | 1–0      | 0–1 (h.u.) |
| Göztepe AŞ             | 3–1               | Cardiff City FC    | 3–0      | 0–1        |
| Levszki-Szpartak       | 4–0               | St. Gallen         | 4–0      | 0–0        |
| KS Górnik Zabrze       | 6–2               | Rangers FC         | 3–1      | 3–1        |

## Negyeddöntő
| 1. csapat        | Össz.     | 2. csapat          | 1. mérk. | 2. mérk.   |
| ---------------- | --------- | ------------------ | -------- | ---------- |
| NK Dinamo Zagreb | 1–4       | FC Schalke 04      | 1–3      | 0–1        |
| Académica        | 0–1       | Manchester City FC | 0–0      | 0–1 (h.u.) |
| AS Roma          | 2–0       | Göztepe AŞ         | 2–0      | 0–0        |
| Levszki-Szpartak | 4–4 (ig.) | KS Górnik Zabrze   | 3–2      | 1–2        |

## Elődöntő
| 1. csapat                                                          | Össz. | 2. csapat          | 1. mérk. | 2. mérk.   |
| ------------------------------------------------------------------ | ----- | ------------------ | -------- | ---------- |
| FC Schalke 04                                                      | 2–5   | Manchester City FC | 1–0      | 1–5        |
| AS Roma                                                            | 3–3   | KS Górnik Zabrze   | 1–1      | 2–2 (h.u.) |
| Újrajátszás: 1–1 (h.u.), sorsolással a Górnik Zabrze jutott tovább |       |                    |          |            |

## Döntő
| 1970. április 29. 19:30 |

| Manchester City              | 2–1   | Górnik Zabrze |
| ---------------------------- | ----- | ------------- |
| Young 11' Lee 43' (11-esből) | (2–0) | Oślizło 68'   |

| Práter-stadion, Bécs Nézőszám: 7968 Játékvezető: Paul Schiller (osztrák) |

| Az 1969–1970-es kupagyőztesek Európa-kupája győztese |
| ---------------------------------------------------- |
| Manchester City 1. cím                               |

## Lásd még
- 1969–1970-es bajnokcsapatok Európa-kupája
- 1969–1970-es vásárvárosok kupája